# Central Park (série télévisée d'animation)
Pour les articles homonymes, voir Central Park (homonymie).
Central Park est une série télévisée d'animation musicale pour adultes américaine en 39 épisodes d'environ 24 minutes créée par Loren Bouchard, Nora Smith et Josh Gad, et diffusée du 29 mai 2020 au 18 novembre 2022 sur Apple TV+.
Elle s'articule autour d'une famille vivant à Central Park qui doit sauver le parc d'une promotrice immobilière qui cherche à y mettre des immeubles.

## Synopsis
La série est racontée par les yeux d'un musicien ambulant du nom de Birdie, et elle raconte l'histoire de la famille Tillerman–Hunter qui vit au château d'Edendale à Central Park.
La famille est composée d'Owen, le père, qui est le gestionnaire idiot du parc, sa femme Paige, qui est une journaliste constamment coincée avec l'écriture, leur fille Molly, qui aime dessiner des bandes dessinées sur elle-même, et leur fils Cole, un jeune garçon émotif qui aime les animaux. Leur vie change lorsqu'une riche héritière et promotrice âgée nommée Bitsy Brandenham, et son assistante Helen, qui est constamment maltraitée, complotent pour acheter tout le terrain de Central Park et le transformer en davantage de copropriétés, de magasins et de restaurants.
Les Tillermans doivent alors gérer leurs propres problèmes en plus de sauver le parc.

## Distribution

### Voix originales

#### Personnages principaux
- Kristen Bell : Molly Tillerman (1re voix, saison 1) et Abby Hunter (saison 3)
- Emmy Raver-Lampman : Molly Tillerman (2e voix, saisons 2 et 3)
- Tituss Burgess : Cole Tillerman
- Daveed Diggs : Helen, l'assistante de Bitsy
- Josh Gad : Birdie (narrateur)
- Kathryn Hahn : Paige Hunter
- Leslie Odom Jr. : Owen Tillerman
- Stanley Tucci : Bitsy Brandenham

#### Personnages récurrents
- Eugene Cordero : Brendan Brandenham
- H. Jon Benjamin : Whitney Whitebottom
- Tony Shalhoub : Marvin
- Rory O'Malley : Elwood
- Phil LaMarr : Randy
- Janelle James : Fran
- Kelvin Yu : Sheng
- Brian Huskey : Doug

#### Invités
- Christopher Jackson : Glorious Gary
- Fred Armisen : Esposito
- Andrew Rannells : Griffin
- Ester Dean : Hazel
- David Herman : Dmitiry
- Stephanie Beatriz : Enrique
- Ed Asner : Ambrose
- Jessica Lowe : Anya
- Fred Stoller (en) : Leo Shallenhammer
- John Early : Augustus

### Voix françaises

#### Personnages principaux
- Emmylou Homs : Molly Tillerman
- Jean-Michel Vaubien : Cole Tillerman
- Guillaume Beaujolais : Hélène, l'assistante de Bitsy
- Thierry Wermuth : Birdie (narrateur)
- Olivier Podesta : Birdie (chant)
- Barbara Beretta : Paige Hunter
- Pascal Nowak : Owen Tillerman
- Bernard Alane : Bitsy Brandenham

#### Personnages récurrents
- Cédric Ingard : Marvin
- Jérémie Graine : Elwood

#### Invités
- Camille Donda : Hazel
- Celine Legendre-Herda : Anya (voix parlée et chantée)
- Maïk Darah : Céleste
- Cécile Gatto : Enrique
- Alexis Tomassian : Gannon, Marcus
- Thierry Wermuth : Ambrose

## Épisodes
| Saison | Saison | Nombre d'épisodes | Nombre d'épisodes | Diffusion originale | Diffusion originale |
| Saison | Saison | Nombre d'épisodes | Nombre d'épisodes | Début de saison     | Fin de saison       |
| ------ | ------ | ----------------- | ----------------- | ------------------- | ------------------- |
|        | 1      | 10                | 10                | 29 mai 2020         | 24 juillet 2020     |
|        | 2      | 16                | 8                 | 25 juin 2021        | 30 juillet 2021     |
| 8      | 2      | 16                | 4 mars 2022       | 8 avril 2022        |                     |
|        | 3      | 13                | 13                | 9 septembre 2022    | 18 novembre 2022    |

### Première saison (2020)
La première saison est composée de 10 épisodes et sa diffusion a débuté le 24 mai 2020.
| no | Titre français               | Titre d'origine (anglais) | Réalisé par  | Écrit par                                  | Durée      | Date de sortie  |
| -- | ---------------------------- | ------------------------- | ------------ | ------------------------------------------ | ---------- | --------------- |
| 1  | Premier épisode              | Episode One               | Gavin Dell   | Loren Bouchard, Nora Smith et Regina Hicks | 24 minutes | 29 mai 2020     |
| 2  | La Piste de roller           | Skater's Circle           | Corey Barnes | Halsted Sullivan                           | 30 minutes | 29 mai 2020     |
| 3  | Le Déjeuner                  | Hat Luncheon              | Ian Hamilton | Chuck Tatham                               | 22 minutes | 5 juin 2020     |
| 4  | La Danse des poubelles       | Garbage Ballet            | Gavin Dell   | Monica Padrick                             | 25 minutes | 12 juin 2020    |
| 5  | La Chasse aux graffitis      | Dog Spray Afternoon       | Joel Moser   | Annie Levine et Jonathan Emerson           | 24 minutes | 19 juin 2020    |
| 6  | Le Rival                     | Rival Busker              | Corey Barnes | Sanjay Shah                                | 24 minutes | 26 juin 2020    |
| 7  | Une vie d'écureuil volée     | Squirrel, Interrupted     | Mario D'Anna | Jeff Drake                                 | 23 minutes | 3 juillet 2020  |
| 8  | Four chaud                   | Hot Oven                  | Corey Barnes | Rachel Hastings                            | 25 minutes | 10 juillet 2020 |
| 9  | Live It Up Tonight           | Live It Up Tonight        | Mario D'Anna | Syreeta Singleton                          | 24 minutes | 17 juillet 2020 |
| 10 | Le poisson à tête de serpent | A Fish Called Snakehead   | Corey Barnes | Mark Alton Brown                           | 31 minutes | 24 juillet 2020 |

### Deuxième saison (2021 - 22)
La première partie de la seconde saison a commencé sa diffusion le 25 juin 2021, avec trois épisodes, la seconde partie à quant à elle commencé le 4 mars 2022 et achèvera la saison le 8 avril suivant.
| no              | Titre français             | Titre d'origine (anglais)             | Réalisé par     | Écrit par                              | Durée           | Date de sortie  |
| Partie 1 (2021) | Partie 1 (2021)            | Partie 1 (2021)                       | Partie 1 (2021) | Partie 1 (2021)                        | Partie 1 (2021) | Partie 1 (2021) |
| --------------- | -------------------------- | ------------------------------------- | --------------- | -------------------------------------- | --------------- | --------------- |
| 1               | Nuit noire                 | Central Dark                          | Mario D'Anna    | Dan Hernandez et Benji Samit           | 25 minutes      | 25 juin 2021    |
| 2               | La fête des mères          | Mother's Daze                         | Tom King        | Chuck Tatham                           | 25 minutes      | 25 juin 2021    |
| 3               | Points Touffus, justicière | Fista Puffs Mets Out Justice          | Mario D'Anna    | Chuck Tatham                           | 23 minutes      | 25 juin 2021    |
| 4               | Ward, c'est le meilleur    | Of Course You Realize This Means Ward | Matt Garafolo   | Jeff Drake                             | 22 minutes      | 2 juillet 2021  |
| 5               | Soutiens-gorge en folie    | Down to the Underwire                 | Mario D'Anna    | Meredith Dawson                        | 23 minutes      | 9 juillet 2021  |
| 6               | L'Ombre                    | The Shadow                            | Mario D'Anna    | Dan Hernandez et Benji Samit           | 24 minutes      | 16 juillet 2021 |
| 7               | Demandes en mariage        | A Decent Proposal                     | Tom King        | Ava Tramer                             | 24 minutes      | 23 juillet 2021 |
| 8               | À nous les briques !       | Sir Bricks-A-Lot                      | Mario D'Anna    | Mnelik Belilgne                        | 27 minutes      | 30 juillet 2021 |
| Partie 2 (2022) |                            |                                       |                 |                                        |                 |                 |
| 9               | Un marin d'exception       | A Boat-iful Mind                      | Steven Theis    | Rachel Hastings                        | 21 minutes      | 4 mars 2022     |
| 10              | Ça butine au Brandenham    | Bee Is for Brandenham                 | Tom King        | Bennett Walsh                          | 22 minutes      | 4 mars 2022     |
| 11              | L'Impéra-Paige             | The PAIGE-riarchy!                    | Ian Hamilton    | Lindsey Stoddart                       | 23 minutes      | 4 mars 2022     |
| 12              | Mon beau manoir            | Castle Sweet Castle                   | Tom King        | Andrew Mueth                           | 24 minutes      | 11 mars 2022    |
| 13              | Jamais sans Celeste        | Celeste We Forget                     | Steven Theis    | Janelle James                          | 23 minutes      | 18 mars 2022    |
| 14              | La ballade de Johnnie Lee  | The Ballad of Johnnie Lee             | Mario D'Anna    | Lindsey Stoddart                       | 23 minutes      | 25 mars 2022    |
| 15              | Pas de fumée...            | Where There's Smoke                   | Steven Theis    | Ava Tramer                             | 22 minutes      | 1er avril 2022  |
| 16              | Un mensonge enneigé        | A Lyin' in Winter                     | Mario D'Anna    | Josh Gad, Dan Hernandez et Benji Samit | 23 minutes      | 8 avril 2022    |

### Troisième saison (2022)
La série a été renouvelée pour une troisième saison dès le 10 mars 2021, la diffusion a débuté le 9 septembre 2022 avec trois épisodes.

## Production

### Développement
Central Park a été développé par 20th Century Fox Television et était à l'origine destiné à la Fox Broadcasting Company, qui cherchait à développer des séries plus animées.
La Walt Disney Company a par la suite annoncé son intention d'acquérir 21st Century Fox, la société mère de 20th Century Fox Television, à l'exclusion du réseau de télévision Fox.
Après que le réseau Fox ait décidé de transmettre Central Park, la 20th Century Fox Television, qui était sur le point de changer de propriétaire, il fut décidé de vendre le projet, ce qui déclenchât une guerre d'enchères assez animée entre Apple, Netflix et Hulu.
Le 12 mars 2018, Apple a annoncé avoir donné à la production une commande directe de deux saisons composée de 26 épisodes au total.
La série a été créée par Loren Bouchard, qui l'a co-écrite avec Nora Smith et Josh Gad. Les producteurs exécutifs de la série incluent Loren Bouchard et Josh Gad et Kevin Larsen comme producteur.
Les sociétés de production impliquées dans la production de la série incluent Bento Box Entertainment, Brillstein Entertainment Partners, et la 20th Century Fox Television distributeur, et propriétaire de la série,,,,.
Le 27 juillet 2018, il a été annoncé que Regina Hicks rejoignait la série en tant que producteur exécutif et co-showrunner aux côtés de Loren Bouchard et Josh Gad, mais les crédits montrent qu'elle ne figure que comme consultante. L'ancien scénariste de Les Rois du Texas, Sanjay Shah et l'ancien écrivain de The Office Halsted Sullivan sont les showrunners de la série.
Le 10 mars 2021, simultanément à l'annonce d'Apple TV+ de renouveler la série pour une saison 3, Loren Bouchard le créateur de la série a affirmé que les saisons 2 et 3 apporteront au total 29 nouveaux épisodes et 115 nouvelles musiques.
La série est annulée en décembre 2023.

### Casting
Parallèlement à l'annonce initiale de la série, il a été signalé que Gad, Leslie Odom Jr., Tituss Burgess, Kristen Bell, Stanley Tucci, Daveed Diggs et Kathryn Hahn avaient été choisis comme acteurs principaux de la série,,,.
Le 24 juillet 2020, Emmy Raver-Lampman a été choisie pour incarner Molly Tillerman à partir de la deuxième saison, remplaçant ainsi l'actrice Kristen Bell. En juillet 2022, le retour de Kristen Bell est annoncé, cette dernière prêtant sa voix à Paige, un nouveau personnage introduit dans la troisième saison.

### Musique
Chaque épisode comprend environ quatre numéros musicaux originaux chantés par la distribution. Au total, la première saison comprendra à elle seule 48 chansons originales. Les chansons des deux premiers épisodes ont été écrites par plusieurs auteurs-compositeurs, dont Elyssa Samsel et Kate Anderson (les auteurs-compositeurs de La Reine des neiges : Joyeuses fêtes avec Olaf), Bouchard, Smith, Davis, Sara Bareilles et Brent Knopf. Les chansons des futurs épisodes ont été écrites par des artistes tels que Fiona Apple, Meghan Trainor, Cyndi Lauper, Alan Menken et Glenn Slater, Darren Criss, Utkarsh Ambudkar et Aimee Mann. Les chansons des deux premiers épisodes ont été mises à disposition par Hollywood Records sur les services de streaming le jour de la première de la série.
Selon Loren Bouchard, le créateur de la série, les saisons 2 et 3 apporteront au total 115 nouvelles musiques.

## Accueil de la série

### Critiques
Central Park a été acclamé par la critique. Sur Rotten Tomatoes, la série détient une note d'approbation de 94% basée sur 47 avis, et un taux d'approbation de 72 % de la part des téléspectateurs avec plus de 110 notes. Sur Metacritic, il a un score moyen pondéré de 81 sur 100 basé sur 12 avis, indiquant des "avis généralement favorables".
Sur Allociné, le programme obtient une note moyenne de 3,1/5 avec 30 notes.

### Distinctions
| Année | Cérémonie                    | Catégorie                                             | Nommé(e)        | Résultat   | Réf.   |
| ----- | ---------------------------- | ----------------------------------------------------- | --------------- | ---------- | ------ |
| 2020  | L'AACA TV honore             | Meilleure animation                                   | Central Park    | Récompensé | [ 22 ] |
| 2020  | Emmy Awards                  | Meilleure performance de doublage                     | Leslie Odom Jr. | Nommé      | [ 23 ] |
| 2021  | Artios Awards                | Meilleur casting pour une série d'animation           | Julie Ashton    | Nommé      | [ 24 ] |
| 2021  | Critics’ Choice Super Awards | Meilleur série d'animation                            | Central Park    | Nommé      | [ 25 ] |
| 2021  | NAACP Image Awards           | Meilleur série d'animation                            | Central Park    | Nommé      | [ 26 ] |
| 2021  | Primetime Emmy Awards        | Meilleure performance pour une voix off de personnage | Tituss Burgess  | Nommé      | [ 27 ] |
| 2021  | Primetime Emmy Awards        | Meilleure performance pour une voix off de personnage | Stanley Tucci   | Nommé      | [ 27 ] |

## Controverse
En juin 2020, il a été annoncé que Kristen Bell, qui est de couleur blanche, ne ferait plus le rôle de Molly, qui est plus mate de peau, le rôle sera alors attribué a une personne correspondant au personnage. Le mois suivant, il est révélé que c'est Emmy Raver-Lampman qui incarnera rôle de Molly à partir de la saison 2.